# Bellingen (Tangerhütte)
Bellingen ist eine Ortschaft und ein Ortsteil der Stadt Tangerhütte im Süden des Landkreises Stendal in Sachsen-Anhalt.

## Geographie
Bellingen, ein nach Osten und Norden erweitertes Straßendorf mit Kirche, liegt elf Kilometer südlich von Stendal und neun Kilometer nördlich von Tangerhütte zwischen dem Tangermünder-Buchholzer Höhenzug und dem Fluss Tanger im Südosten der Altmark.
Nachbarorte sind Hüselitz im Westen, Dahrenstedt und Welle im Norden, der Bahnhof Demker im Osten, Demker im Südosten und Klein Schwarzlosen im Südwesten.
Das Gelände der Gemarkung Bellingen fällt von 90 Meter über NN in Richtung Süden zur Tangerniederung um fast 60 Meter ab.

## Geschichte

### Mittelalter bis Neuzeit
Zum ersten Mal wurde das Dorf im Jahre 1121 als Ballinge erwähnt, als Bischof Reinhard von Halberstadt dem Ort Calbe dem von ihm gestifteten Mönchskloster St. Lorenz in Schöningen die Besitzungen bestätigte. Um 1150 wird der Ort als Beldinkge in der Rheinischen Urbare erwähnt, eine andere Quelle nennt das Jahr 1160. Im Jahre 1206 gehörten dem Stendaler Domstift zwei Hufen Landes in Bellinke. Im Landbuch der Mark Brandenburg von 1375 wird das Dorf als Bellinge aufgeführt. Über 30 Personen hatten Einnahmen aus Korn- oder Geldhebungen des Dorfes, einige stammten aus Stendal, andere aus Tangermünde.
Im Dreißigjährigen Krieg übernachtete der Schwedenkönig Gustav II. Adolf im Pfarrhaus von Bellingen und nahm am darauffolgenden Morgen am Gottesdienst teil. Aus Dankbarkeit für die gute Aufnahme schenkte er der Bellinger Kirche sein kupfernes Waschbecken mit seinem Namen und Wappen als Taufbecken, das später gestohlen wurde.
Im August 1843 legte ein verheerendes Feuer zwei Drittel des Dorfes in Schutt und Asche. Nur dem aufmerksamen Nachtwächter war es zu verdanken, dass keine Menschenleben zu beklagen waren. Die gesamte Getreideernte, das Pfarrhaus und die Schule wurden vernichtet.
Der Bogenclub Bellingen 1991 e. V. hat sich in der Region einen Namen gemacht, da er als einziger Verein im Bezirk in der 1. Bundesliga geschossen hat.
Das Dorfgemeinschaftshaus wurde in den Jahren 1993/94/95 über das Dorferneuerungsprogramm fast vollständig restauriert.
Im Jahre 2009 feierten die Bellinger ihr 888-jähriges Bestehen mit einem Umzug und einem Fest mit vielen Gästen unter anderem auch aus Bellingen im Westerwald.
Gezeigt wurde beim Umzug die Fahne eines früher bestehenden Bellinger Gesangsvereins, die auf etwa auf das Jahr 1800 datiert wird.

### Gesundbrunnen
Alfred Pohlmann berichte im Jahre 1901 in einer Sage über ein „bemerkenswertes Wasser bei Bellingen“. In der Feldmark des Dorfes gab es eine Vertiefung, „Sunnborn“ (Gesundbrunnen) genannt. Dort soll eine berühmte Heilquelle gewesen sein. Die Geheilten sollen bei ihrem Weggange ihre Krücken im Krug in Bellingen gelassen haben.
Johann Christoph Becmann und Bernhard Ludwig Beckmann schilderten die Geschichte im Jahr 1751 genauer: Am 15. Juli 1669 fand ein Pferdejunge auf dem „Gefilde von Bellingen“ auf einem abgeernteten Wintergetreidefeld eine nasse Stelle, die sich als Quelle herausstellte. Der Pfarrer Otto Jan untersuchte sie und schrieb einen Bericht darüber. 1669 waren eines Sonntags an die 600 Menschen gekommen, von denen an die 245 geheilt wurden. Täglich wurden mehr als vier Fässer Wasser auch aus der Ferne abgeholt. Bald darauf ging die Quelle wieder ein.

### Herkunft des Ortsnamens
Heinrich Sültmann meint, der Name 1160 beldinghe, 1408 bellinghen, 1540 belling ist durch seine Endung „inge“ als nordschwäbisch kenntlich und bedeutet „Sippe oder Siedlung des Ballo“. Andere Autoren deuten den Namen als wendisch (also slawisch) und deutsch und leiten ihn her von dem Personennamen Ballo (der Kühne).

### Archäologie
- Der Grabhügel im Nordosten des Dorfes, ein Bodendenkmal, ist noch undatiert.[17]
- Bereits vor 1830 ist das Großsteingrab Bellingen zerstört worden.

### Eingemeindungen
Ursprünglich gehörte das Dorf Bellingen zum Tangermündeschen Kreis der Mark Brandenburg in der Altmark. Zwischen 1807 und 1813 lag es im Kanton Tangermünde auf dem Territorium des napoleonischen Königreichs Westphalen. Nach weiteren Änderungen gehörte die Gemeinde ab 1816 zum Kreis Stendal, dem späteren Landkreis Stendal. Am 25. Juli 1952 kam die Gemeinde zum Kreis Tangerhütte. Nach dessen Auflösung gehörte sie ab 1. Januar 1988 zum Kreis Stendal und schließlich ab 1. Juli 1994 zum heutigen Landkreis Stendal.
In einem Gebietsänderungsvertrag zwischen der Stadt Tangerhütte und allen Mitgliedsgemeinden der Verwaltungsgemeinschaft Tangerhütte-Land wurde deren Eingemeindung nach Tangerhütte geregelt. Dem Vertrag stimmte der Gemeinderat Bellingen am 10. Mai 2010 zu. Er wurde vom Landkreis als unterer Kommunalaufsichtsbehörde genehmigt und die Eingemeindung trat am 31. Mai 2010 in Kraft.
Aus der Gemeinde entstand eine Ortschaft, für die die Ortschaftsverfassung nach den §§ 86 ff. der Gemeindeordnung Sachsen-Anhalt eingeführt und ein Ortschaftsrat gebildet wurde.

### Einwohnerentwicklung

#### Gemeinde
| Jahr | Einwohner |
| ---- | --------- |
| 1734 | 305       |
| 1772 | 216       |
| 1790 | 329       |
| 1798 | 304       |
| 1801 | 321       |
| 1818 | 326       |
| 1840 | 326       |
| 1864 | 401       |
| 1871 | 408       |
| 1885 | 421       |

| Jahr | Einwohner |
| ---- | --------- |
| 1892 | [00]382   |
| 1895 | 392       |
| 1900 | [00]358   |
| 1905 | 356       |
| 1910 | [00]371   |
| 1925 | 385       |
| 1939 | 374       |
| 1946 | 624       |
| 1964 | 418       |
| 1971 | 381       |

| Jahr | Einwohner |
| ---- | --------- |
| 1981 | 341       |
| 1985 | [00]350   |
| 1990 | [00]343   |
| 1993 | 343       |
| 1995 | [00]320   |
| 2000 | [00]302   |
| 2004 | [00]291   |
| 2006 | [00]274   |
| 2008 | [00]267   |
| 2009 | [00]265   |

Quelle, wenn nicht angegeben, bis 1993:

#### Ortsteil
| Jahr | Einwohner |
| ---- | --------- |
| 2014 | [00]244   |
| 2018 | [00]249   |
| 2019 | [00]243   |
| 2020 | [00]236   |
| 2021 | [00]238   |
| 2022 | [00]233   |
| 2023 | [0]233    |

## Religion

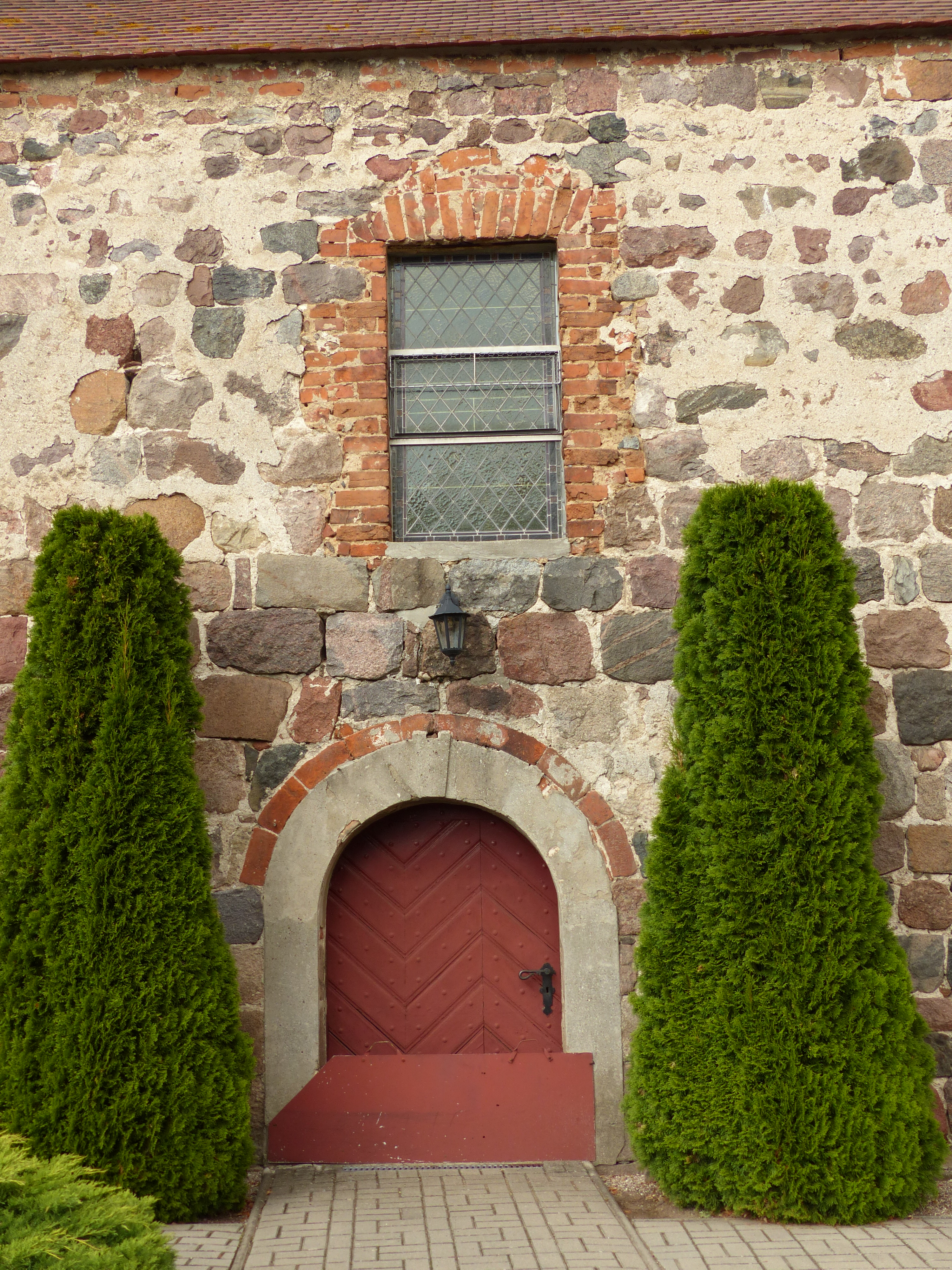
Westliches Südportal der Kirche

- Die evangelische Kirchengemeinde Bellingen, die früher zur Pfarrei Bellingen bei Demker gehörte,[27] wird heute betreut vom Pfarrbereich Lüderitz im Kirchenkreis Stendal im Bischofssprengel Magdeburg der Evangelischen Kirche in Mitteldeutschland.[28] Die ältesten überlieferten Kirchenbücher für Bellingen stammen aus dem Jahre 1658.[29]
- Die katholischen Christen gehören zur Pfarrei St. Elisabeth in Tangermünde im Dekanat Stendal im Bistum Magdeburg.[30]

## Politik

### Ortsbürgermeisterin
Seit der Wahl im Jahre 2024 ist Markus Fettback (CDU) Ortsbürgermeister der Ortschaft Bellingen. Seine Vorgängerin war Jana Meyer, die von 2019 bis 2024 amtierte.

### Ortschaftsrat
Die Ortschaftsratswahl am 9. Juni 2024 lieferte folgende Sitzverteilung (in Klammern die Ergebnisse von 2019):
- 3 Sitze „Freie Wählergemeinschaft Bellingen“ (5 Sitze)
- 1 Sitz AfD
- 1 Sitz CDU

Die SPD errang keinen Sitz. Es wurden 5 Männer gewählt. Von 197 Wahlberechtigten hatten 157 ihre Stimme abgegeben, die Wahlbeteiligung betrug damit 79,7 Prozent. Markus Fettback wurde zum Ortsbürgermeister gewählt.

## Kultur und Sehenswürdigkeiten

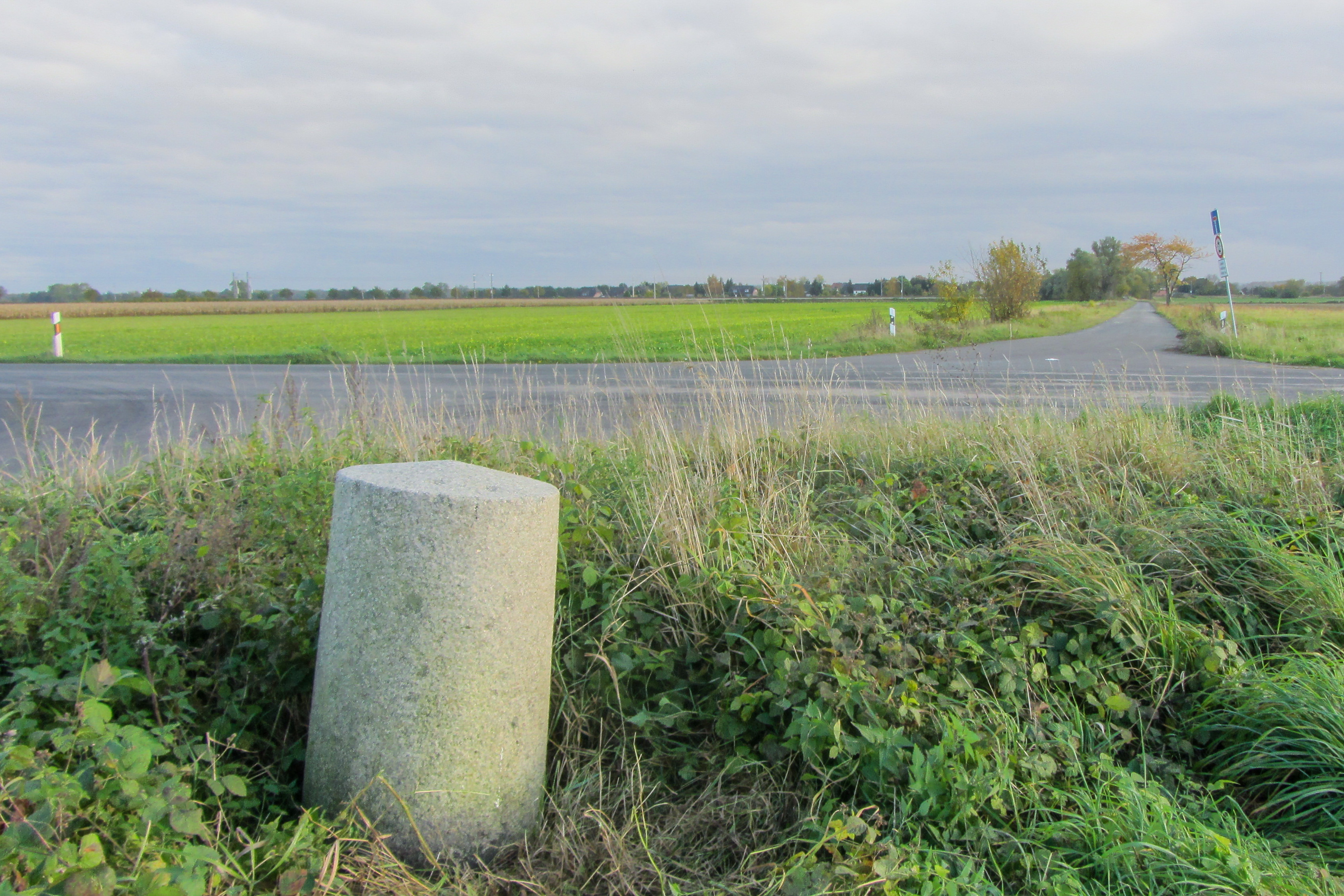
Preußischer Rundsockelstein bei Bellingen

- Die evangelische Dorfkirche Bellingen, St. Marien, ist ein vierteiliger Feldsteinbau aus der ersten Hälfte des 12. Jahrhunderts.[34]
- Die Kirche steht inmitten des Ortsfriedhofes.
- Vor der Friedhofsmauer steht ein Denkmal für die Gefallenen des Ersten und Zweiten Weltkrieges, das Kriegerdenkmal Bellingen.
- In der Dorfstraße stehen viele gut erhaltene und typisch altmärkische Wohnhäuser unter Denkmalschutz, genauso wie ein Rundsockelstein östlich des Dorfes an der Kreuzung nach Welle.
- Bellinger Windrad

## Wirtschaft und Infrastruktur
Neben einer Agrargenossenschaft sind in Bellingen kleinere Gewerbebetriebe ansässig. In der Gemarkung Bellingen wird eine 75 Meter hohe Windkraftanlage betrieben.

### Verkehrsanbindung
Bellingen liegt an der L 30, der Landesstraße zwischen Tangermünde und Lüderitz – hier besteht Anschluss an die Bundesstraße 189. Der etwa zwei Kilometer entfernte Bahnhof Demker liegt an der Bahnstrecke Magdeburg–Wittenberge.
Es verkehren Linienbusse und Rufbusse der Regionalverkehr Westsachsen (RVW) unter dem Markennamen stendalbus.

## Sage – Die Papenkuhle und das Kaisermoor
Beckmann schilderte die Sage im Jahre 1753. Die Papenkuhle war ein Sumpf über den damals eine Brücke führte, davor war es nur ein Steg. Man erzählte sich zu katholischen Zeiten (also vor der Reformation) wollte sich ein betrunkener Priester durch das Aufsetzen seiner Brille den Steg vergrößern. Er fiel aber hinein und ertrank. Beckmann berichtete außerdem über einen kleinen Sumpf zwischen Bellingen und Dahrenstedt, der „Kaiser Mohr“ genannt wurde.
Bei Jodocus Temme heißt die Sage im Jahre 1839 „Die Papenkühle bei Bellingen“. Sie spielt im Kaisersmoor, so wie bei Alfred Pohlmann, der der Sage den Titel „Die Papenkuhle und der Sunnborn bei Bellingen“ gab.
Bei August Stöpel spielt die Sage bei Elversdorf. Der beleibte Pfarrer geht über einen Steg und fällt in den Tanger.